# Лже-Романовы
Лже-Рома́новы — якобы спасшиеся от расстрела члены семьи последнего российского императора Николая II и их потомки. Эта обширная категория самозванцев начала появляться сразу после расстрела царской семьи в 1918 году. Потомки некоторых из них продолжают добиваться возвращения себе «законного имени» или даже российской императорской короны. По разным расчётам, всего романовских самозванцев, пользовавшихся бо́льшим или меньшим успехом у своих поклонников, во всем мире насчитывалось около 230 человек.

## Расстрел царской семьи

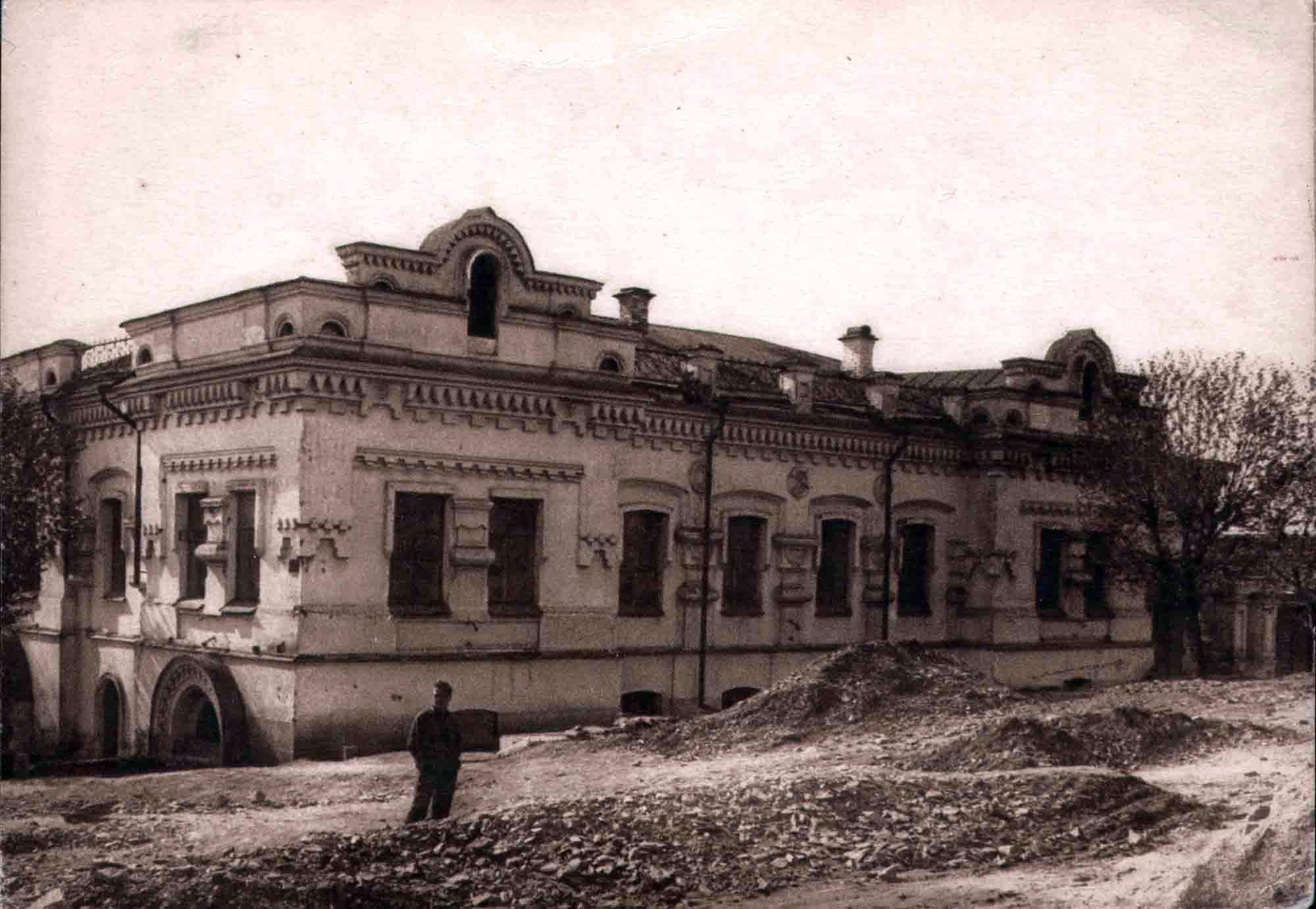
Дом Ипатьева — место расстрела царской семьи

Расстрел бывшего российского императора Николая II, его семьи и прислуги произошёл в подвале дома Ипатьева в Екатеринбурге в ночь с 16 на 17 июля 1918 года по постановлению Уральского Совета рабочих, крестьянских и солдатских депутатов, возглавлявшегося большевиками, по другой версии, убийство было совершено «по тайному решению узкой группы лиц». Ранее, 12 июня, в Перми был убит брат императора Михаил Александрович. После расстрела тела вывезли из города и захоронили в руднике «Ганина Яма».
В июле 1991 года останки были найдены и идентифицированы в ходе следствия по уголовному делу, которое вела Генпрокуратура РСФСР. 17 июля 1998 года останки членов императорской семьи и их слуг были захоронены в Петропавловском соборе Санкт-Петербурга. Русская православная церковь 14 августа 2000 года причислила Николая II и членов его семьи к лику святых как страстотерпцев.

### Альтернативные теории
В 1993 году рижанин А.Н.Грянник опубликовал детектив «Завещание Николая II» в двух частях, в котором представил одну из наиболее популярных теорий — царская семья не просто осталась в живых, но и даже не покидала пределов СССР, продолжив мирную жизнь. По его утверждениям, Николай II жил после революции под именем Сергея Давидовича Берёзкина; под этой же фамилией жила и вся его семья, а Анастасия якобы осталась жить в Абхазии. Историю за чистую монету приняла газета «Россия», близкая к Госдуме, и в 1990-е годы поднялась очередная волна лже-Романовых. Позже на основании этих слухов и небылиц С.И.Желенков опубликовал статью «Царская Семья: реальная жизнь после мнимого расстрела» в газете «Президент» (зарегистрирована в 1993 году), фактически переписав утверждения Грянника и самозванцев. Статью подвергли разгромной критике за очередное доведение до абсурда западных теорий о спасении Романовых.
В июле 2013 года в интервью в связи выходом своей новой книги «Правда о трагедии Романовых» французский профессор истории Марк Ферро заявил, что дочери Николая II и его супруга были переданы немцам после переговоров (Чичерин, Радек и Иоффе с советской стороны, Кукман и Рицлер с немецкой). По теории Ферро, Ольга находилась под защитой Ватикана, получала пенсию от бывшего кайзера Германии Вильгельма II как его крестница до смерти последнего в 1941 году в Голландии, а сама позднее умерла в Италии; Мария вышла замуж за одного из бывших малороссийских князей; Александре Федоровне Ватикан предоставил убежище в Польше в женском монастыре во Львове, где она жила вместе со своей дочерью Татьяной. Подобные сведения приводит также В. В. Алексеев в своей книге «Кто Вы, госпожа Чайковская?»

## Общие закономерности появления
Как правило, самозванцы появлялись не от хорошей жизни. В основном, это были авантюристы или люди, желающие получить какие-либо привилегии или претендующие на родство с царской семьёй.

## Самозванные Романовы

### Лже-Николаи
- Никита Тимофеевич Жмурчук (возраст 36 лет на октябрь 1928 года) — проповедник секты малёванцев, который выдавал себя сначала за Николая II, потом за великого князя Михаила Александровича (во избежание разоблачения), а потом и за Михаила Николаевича, якобы незаконного сына императора. Корни фальсификации уходили в 1922 год, когда в фотоателье был изготовлен монтаж на базе фотографии британского короля Георга V, лицо которого было заменено лицом Жмурчука. В дальнейшем Жмурчук ездил по сёлам, призывая к антисоветскому восстанию, и собирал денежные пожертвования, на которые купил корону и карету, пошил мантию и приобрёл на базаре награды. Крестьян, не желавших примкнуть к восстанию, Жмурчук угрожал расстрелять. Арестован в октябре 1928 года сотрудниками ЧК Уманьского отдела ГПУ на Михайловских хуторах в усадьбе Ивана Закревского. В апреле 1929 года вместе со своими сообщниками, братьями Иваном и Василием Закревским, а также Александром Копко был расстрелян[7].

### Лже-Ольги
Всего самозванных Ольг — 28. Наиболее известны:
- Марга Бодтс — пожалуй, самая успешная из «романовских самозванцев». Впервые появилась во Франции перед началом Второй мировой войны, собирая у доброхотов деньги для «чудом спасшейся великой княжны», совершенно обнищавшей и потому вынужденной просить милостыню. Была арестована за мошенничество. На суде назвала себя польской шляхтянкой. Появилась второй раз в начале 1950-х годов, наотрез отвергая своё тождество с «довоенной» мошенницей. Сумела убедить в своей правдивости принца Николая Ольденбургского и кронпринца Вильгельма, которые платили ей до конца жизни довольно солидную пенсию, позволившую поселиться на вилле у озера Комо (Италия). Утверждала, что «никто кроме неё» не сумел спастись, она же была обязана жизнью некоей крестьянке, подменившей её в доме Ипатьева.
- Кончетта Федель — умерла в Аргентине. Осталось неизвестным, объявляла ли себя Кончетта Федель Ольгой Николаевной, при том, что её дети добиваются возврата себе «подлинной фамилии». Как основное доказательство используются фотографии Кончетты, по уверениям сторонников «как две капли воды» похожие на Ольгу Николаевну. Что касается «бегства», версия строится на том, что семья Романовых (или её часть) сумела выехать в Польшу и далее в Германию по секретному договору между Советским правительством и кайзером.
- Ольга Андромед (она же — Ольга Гелларий Романов Андромед)
- Сара Осбурн
- Зиновия Сухарева — сообщница Никиты Жмурчука (см. выше), выдана им за княжну Ольгу[7].

### Лже-Татьяны
Всего самозваных Татьян — 33. Наиболее известны:
- Маргерита Линдсей — появилась в Лондоне сразу после окончания гражданской войны в России. О своём прошлом говорить избегала, известно было, что какое-то время была танцовщицей в Константинополе. Вышла замуж за капрала по фамилии Линдсей. Сама себя никогда не объявляла Татьяной Николаевной, однако, неизвестно откуда взявшееся большое состояние, которое она привезла с собой, породило неизбежные слухи. Сама Маргерита никогда не подтверждала и не опровергала их.
- Мишель Анше — настоящее имя неизвестно. Появилась во Франции в начале 1920-х годов, уверяя, что приехала прямо из Сибири. Действительно, внешне напоминала великую княжну. О том, как ей удалось «избегнуть Екатеринбургского расстрела» говорить не желала, заявляя, что откроет всю правду с глазу на глаз своей «бабушке» вдовствующей императрице Марии Фёдоровне. Но свидание не состоялось. Самозванка погибла при загадочных обстоятельствах в своём доме в одном из парижских предместий. Паспорт на имя Мишель Анше оказался фальшивым, обстоятельства гибели французская полиция засекретила, что немедля породило новую волну слухов, что до «спасшейся Татьяны» добрались большевики.
- Мэддис Брендон Айорт — появилась в Канаде в 1937 году. Её объявление о тождестве с великой княжной никого не смогло ввести в заблуждение, самозванка была высмеяна и в конечном итоге вынуждена покинуть страну. Умерла в Испании в 1982 году.
- Наталья Меньшова-Радищева — настоящее имя неизвестно. По её словам, семья в 1918 году бежала в Киев, где она под влиянием местных ксендзов Теофила Скальского и Казимира Наскренецкого перешла в католичество. В 1920 году выехала в Польшу, где её покровителями стали примас католической церкви кардинал Каковский и папский нунций в Варшаве Мармаджи. Под влиянием Скальского и Каковского объявила себя «чудом спасшейся Татьяной Романовой». Рассказывала, что её из Екатеринбурга спасли члены тайной монархической организации «Общество спасения царя и отечества». Была послушницей в Варшавском женском монастыре шариток под надзором игуменьи Розалии Окенцкой, а затем в 1932—1934 — в закрытом монастыре сакраменток. В 1939 после оккупации Польши оказалась во Львове, где её новым покровителем стал глава униатской церкви митрополит Андрей Шептицкий. Затем вернулась в Варшаву, жила в доме графини Собиньской. С 1941 работала медсестрой в госпитале для военнопленных. В 1942 окончательно перебралась во Львов, где Шептицкий взял её под опеку, лично редактируя её «воспоминания». Жила в Соборе Святого Юра, с 1943 — в женском монастыре василианок в Подмихайловцах у игуменьи Моники Полянской под именем «сестры Таисии». В 1943 по указанию Шептицкого настоятель монастыря редемптористов Ван де Мале, игумен Василь Величковский и парох Михайло Пылюх оформили для неё документы: «Свидетельство о рождении» «Татьяны Романів» и «Выписку из метрики» «Татіяны Романов». Также было оформлено завещание, согласно которому «великая княжна» отказывала все своё имущество униатской церкви. Работала в монастырском госпитале, который после 1944 занимался нелегальным лечением бандеровцев[8]. Её дальнейшая судьба после немецкого поражения осталась неизвестной.

### Лже-Марии
Всего самозваных Марий — 53. Наиболее известны:
- «Бабушка Алина» — в 1954 году появилась в Южной Африке вместе с мужчиной по имени Фрэнк, бывшим на много лет её старше, за которого вышла замуж. После смерти Фрэнка вторым мужем стал грек по фамилии Карамидас. Строго говоря, никогда не называла себя Марией Николаевной, при том, что оговаривалась, что родом из России, и её высокопоставленная семья погибла. Историю о «бабушке Алине» обнародовал один из её соседей, помнивший её мальчиком — Луис Дюваль, в настоящее время ищущий доказательств своему предположению.
- Чеслава Шапска — появилась в Румынии в 1919 году, где вышла замуж за Николая Долгорукого. По её уверениям, спаслись все, кроме бывшего царя и слуг, действительно расстрелянных в доме Ипатьева. Объявляла «сёстрами» Марджу Боодтс (с которой действительно встречалась), Маргериту Линдсей и Анну Андерсон. Её недавно умерший внук — Алексис Бримейер (Алексей Долгорукий) до последнего времени претендовал на российскую корону.
- Мария Марти — об этой самозванке известно исключительно мало. Умерла в Аргентине, причём о её «тождестве» с Марией Николаевной объявили дети — при том, что неизвестно, утверждала ли она что-нибудь сама. «Доказательством» полагают её почерк — якобы идентичный с почерком великой княжны. Ныне сторонники Марти имеют в Интернете собственный сайт на испанском и английском языке. Популярностью эта претендентка не пользуется.
- Аверис Яковелли — появилась в одной из польских деревень 23 января 1919 года. Была опознана местными жителями как Анастасия Николаевна, позднее, в «легенду» была внесена поправка, и неизвестная названа Марией. Сама никогда не подтверждала и не опровергала своего тождества с великой княжной, однако, после её смерти, как уверяют немногочисленные приверженцы, удалось разыскать остатки дневника, из которых «можно извлечь доказательства» о её тождестве с Марией Николаевной.
- Алисон Каброк — появилась в Японии в начале 1920-х годов, причём во всеуслышание объявила себя Марией Николаевной. Её заявление вызвало лишь насмешки и она была вынуждена покинуть страну. Умерла в Неаполе в 1976 году.
- Розелла Дигойа.

### Лже-Анастасии

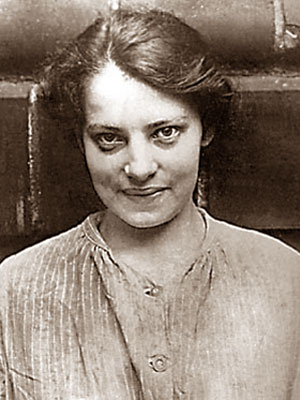
Самая известная из лже-Анастасий — Анна Андерсон

Самозваные Анастасии наиболее известны — вероятно, этому способствовала головокружительная карьера первой из самозванок — Анны Андерсон. Последняя из лже-Анастасий — Наталья Билиходзе умерла в 2000 году.
Всего самозваных Анастасий — 34. Наиболее известны:
- Анна Андерсон — вероятно, настоящим именем самозванки было Франциска Шанцковская. Появилась в Берлине, где после неудачной попытки самоубийства была заключена в психиатрическую клинику. Одна из пациенток «опознала» в ней великую княжну, после чего легенда была активно поддержана русскими эмигрантами. Более двадцати лет (до своей смерти в 1984 году) претендентка пыталась добиться в европейских судах признания себя великой княжной, однако не преуспела в этом[9]. До сих пор, однако, пользуется популярностью, причём современные поклонники Андерсон продолжают держаться мнения, что генетическая экспертиза, доказавшая её родство с семьёй Шанцковских — не более чем фальшивка.
- Евгения Смит (она же Эугения Драбек Сметиско) — американская художница и писательница украинского происхождения. Эмигрировала в США из Буковины в 1929 году. Пыталась продать свою книгу, уверяя, что получила её из рук великой княжны — но не сумела пройти проверку на полиграфе. Изменив свои показания, заявила, что сама является великой княжной. Это вызвало всплеск интереса в Соединённых Штатах и резкому взлёту цен на её художественные работы. Разоблачена лже-Алексеем — Михалом Голеневским, прилюдно обвинившем её в самозванстве. От генетической экспертизы отказалась[9].

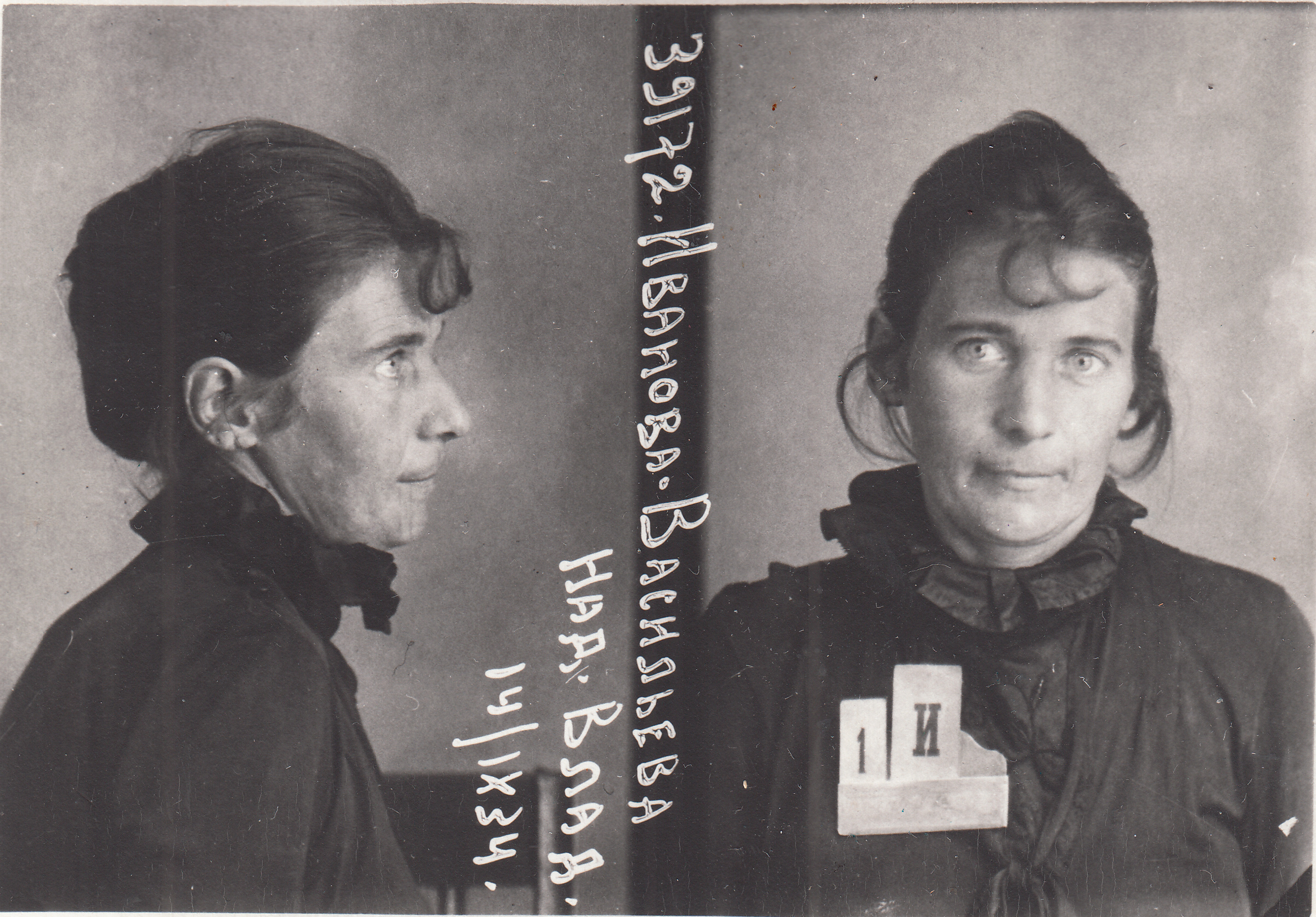
Надежда Иванова-Васильева

- Надежда Владимировна Иванова-Васильева — настоящее имя неизвестно. В 20-е годы жила под именем Васильевой-Ивановой Надежды Прокопьевны. В 1934 году, в рамках коллективного уголовного дела № 13325, обвинялась НКВД в участии в подпольной церковно-монархической организации. Была помещена в Казанскую тюремную психиатрическую больницу. Уморила себя голодом. Признана страдающей «манией преследования» — сама же уверяла, что ей удалось спастись из Ипатьевского дома с помощью некоего монархически настроенного офицера, красного командира Николая Владимирова[9]. В переписке с супругой Максима Горького (Екатериной Пешковой)[10] упоминала, что впервые была арестована в 1920 году (в Иркутске). Там приговорена военным трибуналом 5-й армии к расстрелу. Приговор был «по декрету» заменен тюремным сроком. Умерла в 1971 году в Казанской тюремной психиатрической больнице [9].
- Наталья Петровна Билиходзе[англ.] (ум. 2000) — по версии А.Н.Грянника и газеты «Россия», якобы была спасена крёстным отцом Петром Верховцевым и скрылась в Тбилиси[9]. Также, с её слов, вся семья осталась в живых: император жил под именем Сергея Давыдовича Берёзкина и работал агрономом на винограднике, был знаком с Л.П.Берией. «Анастасия» жила в Абхазии и была эвакуирована Грянником, несмотря на угрозы со стороны людей З.К.Гамсахурдии. Вокруг её имени была поднята газетная шумиха, уверяли, что «спасшаяся Анастасия» способна вернуть в страну мифическое царское золото, якобы скрытое в европейских банках, и остановить социальный взрыв. Как выяснилось позднее, именем Билиходзе воспользовались мошенники[3].
- Жозефина Федель — младшая сестра Кончетты Федель — «Ольги Николаевны». По уверениям её детей, спаслась вместе с братом и сестрой благодаря тайному договору между Германией и Советской Россией.
- Элеонора Альбертовна Крюгер — появилась в болгарской деревне Габарево в 1922 году в сопровождении целой группы русских эмигрантов. Сама никогда открыто не объявляла себя Анастасией Николаевной, однако же, невзначай «проговаривалась», что слуги купали её в золотом корыте и у неё была собственная комната во дворце. Немногочисленные последователи разработали легенду о том, что ещё до революции Анастасия была подменена на некую служанку и спасена вместе с братом Алексеем (он же русский доктор Георгий Жудин): аргументами были шрамы от огнестрельных ранений, чахоточное состояние Георгия и манеры поведения[9].
- Магдалена Верес — сестра Джозефа Вереса — «Алексея». Сама никогда не заявляла о своём тождестве с Анастасией Николаевной, однако, её племянники уверяют, что «не узнать» её по сохранившимся фотографиям невозможно. Эмигрировала в США по окончании Первой мировой войны. Семьи не имела, жила вместе с братом и его детьми.
- Розалия Свент (она же — Джеки Романов)
- Амберс Ганнимеб
- Любка Терсиева — также гражданка Болгарии. Её внучка продолжает отстаивать права своей «царственной бабушки».
- Александра Перегудова — скончалась в Волгоградской области в 1982 году. Уже после её смерти дети заявили, будто мать открыла им тайну своего «царского происхождения». По этой версии в живых остались все Романовы, которых машинист поезда, увозившего их в Сибирь, сумел подменить на некую семью двойников. Судьба остальных спасшихся осталась неизвестной.
- Анастасия Московская — настоящее имя неизвестно. По версии её «статс-секретаря» Леонида Пахоменко-Смирнова, обратившегося с заявлением в Верховный суд России, она была увезена в Москву в 1918 году вместе с полькой Анной Тшинковской (видимо — искажение имени Шанцковска), причём готовила последнюю к тому, чтобы сыграть свою роль в Европе и таким образом получить доступ к царским миллионам. Настоящая же княжна, по версии Пархоменко, была послана в Сибирь на поселение, и четверо её детей отравлены по приказу Сталина. Пятого сына тот собирался женить на своей дочери, но якобы позднее передумал. В 1980-х годах великая княжна перебралась в Москву. Открыть её «новое имя» Александр Пархоменко отказался. История дальнейшего хода не получила.
- Александра Спиридоновна Карпенко — жительница Омска. Умерла в 1976 году. Если верить её истории, неким монархически настроенным заговорщикам удалось похитить Анастасию, и они пытались увезти её прочь на телеге. Дальнейшее по её собственным словам выглядело так: «Меня везли на телеге, а когда всадники стали догонять, я спрыгнула и залезла по шею в болото. А они, наши-то, бились на саблях с теми! А когда все стихло, я вылезла, и мы опять дальше поехали…». Спасшуюся девочку удочерил в 1920 году житель Приморья Спиридон Мирошниченко. Дочь названной Анастасии связалась с писателем Владимиром Кашицем, изложив «подлинную историю» своей матери.
- Елена Харькина — появилась в 1943 году в Сапожковском районе Рязанской области. О прошлом говорила весьма неохотно, однако, из-за «видимого сходства» местные жители приняли её за Анастасию Николаевну, спасшуюся благодаря подмене. Дата смерти неизвестна.
- Анастасия Яковлевна Каретникова — также, по уверениям сына, вместе с Алексеем Николаевичем была ранена во время расстрела и затем похищена некими неназванными монархистами. Спасённых детей переправили на Урал к атаману Дутову. Алексей вскоре умер, Анастасия была слишком слаба, чтобы уехать в Сибирь вслед за отступавшей белой армией, потому обратилась за помощью к Ксении Каретниковой, жене красного командира Семена Будённого, и с её помощью осталась в семье Каретниковых — которые выдали её за свою дочь. В дальнейшем вышла замуж за Николая Ионова, родила двух детей. Убита в августе 1936 года, причём, как уверяет её сын, преступление было скрыто властями и объявлено самоубийством.
- Тасия Кажухина — настоящее имя неизвестно. Приплыла на Филиппины в Манилу в 1918 году вместе с другими российскими беженцами, бежавшими от коммунистов. На корабле её держали в отдельной каюте и её контакты с другими пассажирами были минимальны. На Филиппины она ступила без денег и без каких-либо документов, после чего её приняли на воспитание в монастырский приют, где она получила паспорт на имя Тасии Кажухиной — при чём фамилия Кажухина не была настоящей: настоящая, по её собственным словам, была очень труднопроизносимой для местного населения (в дальнейшем никому из родственников она её так и не назвала). Почти 40 лет прожила в гражданском браке с Лопе Пелайо и родила ему 9 детей, но по неизвестным причинам узаконить брак она отказывалась и в итоге дала согласие на официальное бракосочетание только тогда, когда муж был при смерти и выяснилось, что после его смерти их дети и внуки не получат никакого наследства. Сама претендентка при жизни себя Анастасией Николаевной не называла, как ничего никогда не рассказывала и о своей до-филиппинской жизни, но, опираясь на её отрывочные воспоминания, у членов её семьи создалось впечатление, что в прошлом Тасия жила в очень роскошных условиях — с их слов, Тасия, в частности, упоминала, что у неё были три сестры и брат (брата она называла Алексеем, а одну из сестёр — Марией). О её «тождестве» завила её внучка Кэтрин Пэтерсон в октябре 2010 года (уже после смерти Тасии). Пэтерсон утверждала, что иногда предлагала её бабушке съездить в Россию и поискать её родственников, но Тасия запретила этого делать, утверждая, что тогда «они» найдут её и убьют (кто эти «они» она так и не раскрыла). Мысли о царском происхождении Тасии появились у Пэтерсон в начале 2010 года, когда она обратила внимание на то, что на самых ранних известных фотографиях её бабушки та очень похожа на Анастасию. Тогда же она пришла к выводу, что имя Тасия могло быть окончанием имени Анастасия, а Кажухина — искажённым вариантом слова «княжна».

### Лже-Алексеи
Всего самозваных Алексеев — 81. Наиболее известны:

Марк Полсрест, один из претендентов

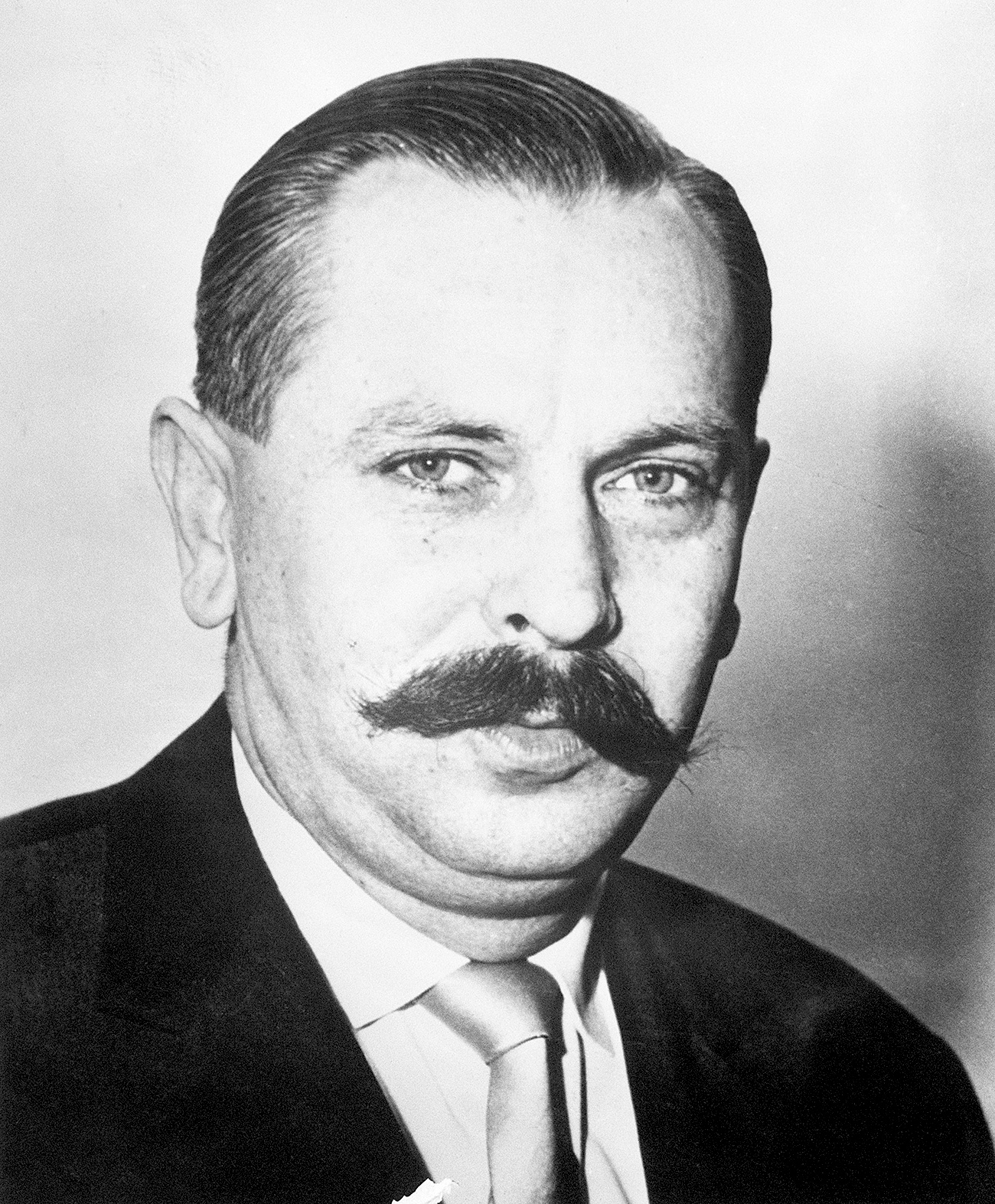
Михал Голеневский

- Алексей Пуцято — появился несколько месяцев спустя, после расстрела царской семьи в сибирском селе Кош-Агач, после чего отправился в Омск, желая представиться непосредственно адмиралу Колчаку. По версии претендента, ему удалось выскочить из поезда, на котором царскую семью везли в ссылку и скрыться у «преданных людей». Первый претендент был откровенным мошенником, и вскоре был разоблачён Пьером Жильяром, учителем цесаревича, после чего вынужден был признаться в обмане.
- Василий Ксенофонтович Филатов (ум. 1983 или 1988) — этот претендент уверял, что уже после расстрела ему удалось выбраться из шахты и бежать с помощью братьев Стрекотиных — красноармейцев 1-го Крестьянского полка, тайно сочувствовавших семье бывшего царя. Сам претендент прилюдно ничего не заявлял, что было весьма понятно, так как скончался при Советской власти. Официально он воспитывался под именем Василия в семье Ксенофонта Афанасьевича Филатова и его жены Екатерины (мещан из Шадринска)[9]. Его дети и ныне активно отстаивают его тождество с цесаревичем и требуют возвращения себе «законной» фамилии. В 1998 году Георгий Егоров и Игорь Лысенко выпустили про Филатова книгу «Спасение цесаревича Алексея». Сын Василия Олег (р. 1953), работавший в одном из петербургских музеев, в 1994 году обращался в мэрию и прокуратуру Санкт-Петербурга с готовностью пройти анализ ДНК и эксгумировать останки отца якобы для установления родства, но получил серию отказов. По словам Олега в интервью 2009 года, он был намерен добиваться экспертизы даже через Европейский суд по правам человека[9].
- Николай Чеботарев — об этом претенденте известно мало. О его тождестве с Алексеем Николаевичем заявил сын — Майкл Грей (на самом деле происходивший из семьи ирландского учителя — или, по его собственным заявлениям, усыновленный). В своей книге «Кровный родственник» (англ. Blood Relative) он излагает версию о том, что царевич вместе с вдовствующей царицей Марией Федоровной в 1919 году сумел бежать из России на борту военного корабля Британских ВМС «Мальборо» и позднее получил паспорт на имя Николая Чеботарёва. Сам автор полагал себя незаконным сыном Алексея Николаевича и Марины, герцогини Кентской.
- Эйно Таммет — претендент эстонского происхождения. По его версии, бежал во время перевозки тел в шахту, так как по заранее составленному секретному установлению, Юровский, стрелявший в цесаревича воспользовался холостыми зарядами. Был передан на воспитание в семью Веерманов, бывшую «в дальнем родстве» с некоторыми из придворных. Эмигрировал в Канаду. Его дети продолжают добиваться возвращения себе мифических царских вкладов и претендуют на российскую корону.
- Филипп Семёнов — биография этого претендента известна с 1930 года, когда он жил под фамилией Ирин, которую затем сменил на «Семенов». Был женат четыре раза, работал бухгалтером в Самарканде, осуждён за хищения, и отбывал наказание в исправительной колонии Медвежьегорска (Карелия). Перенес два инсульта, доставлен в местную психиатрическую клинику с диагнозом «маниакально-депрессивный психоз», в клинике же признался в своем «царственном происхождении». По версии этого претендента, во время расстрела он был ранен и спасён затем каким-то преданным человеком, и затем увезён в Петербург тайными монархистами.
- Леонид Васильевич Князев — претендент, о чьих притязаниях уже после его смерти заявила дочь, продолжающая и поныне отстаивать свои интересы.
- Джозеф Верес — претендент венгерского происхождения, брат Магдалены Верес — «чудесно спасшейся великой княжны Анастасии». Выдавал себя за представителя венгерского королевского дома, но дети, уже после смерти отца, сопоставив его рассказ с газетными публикациями о событиях в доме Ипатьева «поняли, о какой фамилии шла речь». По его версии, некие монахини с помощью монархистов сумели выкрасть раненых Анастасию и Алексея, когда расстрельная команда пьянствовала в соседнем помещении, и не без помощи Ватикана переправить их в Соединённые Штаты. Поддержкой претендент почти не пользуется.
- Михал Голеневский — польский офицер-контрразведчик, перешёл на сторону Западного Блока, выдав группу советских агентов (в том числе Конона Молодого), за что был заочно приговорён в Польше к смертной казни. По его версии, в живых осталась вся семья, тайно вывезенная в Польшу с помощью того же Якова Юровского[9]. Брался найти «сестер», в двух самозванках — Евгении Смит и Анне Андерсон поочередно «опознал» Анастасию. До смерти боролся за «признание своих прав», но его притязания, вызвавшие в начале газетную шумиху, никем всерьёз приняты не были.
- Франческо Федель — младший брат Кончетты Федель — «Ольги» и Жозефины Федель — «Анастасии». Неизвестно, заявлял ли что-нибудь при жизни. Признания его «законным наследником» продолжают требовать дети, по их рассказам, «внешнее сходство с сохранившимися фотографиями однозначно исключает любые сомнения». Бегство было осуществлено, как можно понять из достаточно тёмных намеков, содержащихся на сайте семьи Федель, посредством тайного договора с Германией, видимо, как один из «секретных параграфов» Брестского мира. В дальнейшем жил вместе с сёстрами в Аргентине.
- Георгий Жудин — неизвестный русский доктор, скрывший под этим псевдонимом своё настоящее имя. Появился в деревеньке Габарево вместе с Элеонорой Крюгер — «Анастасией», причём молва немедля превратила их в брата и сестру. По воспоминаниям очевидцев, болел туберкулёзом, сторонился людей, и поддерживал контакт лишь с «сестрой» и другими русскими, и любил подолгу прогуливаться по селу в куртке военного образца. Умер в 1930 году[9].
- Марк Полсрест
- Сакубей Иван Чамелл
- Эндрю Джованни Романов
- Алексей Куцятой-Джизубионский
- Марсестер Урсубой
- Евгений Николаевич Иванов[англ.]

### «Потомки», добивающиеся признания своих «прав»
- Анатолий Ионов — сын Анастасии Яковлевны Каретниковой, официально добивающийся того, чтобы его мать нашла последнее успокоение в царской усыпальнице, а сам он был официально признан «императором в изгнании». Пытался писать президенту Владимиру Путину, обращался в газеты, однако его притязания не нашли отклика. Делал также запрос на сравнение его ДНК с ДНК останков, найденных в 1991 году, но и он остался без ответа.
- Николай Николаевич Дальский[11][12] (09.04.1942—16.08.2001)[9] — капитан 3-го ранга ВМС СССР, утверждавший, что является сыном «спасённого» Алексея Николаевича. По версии этого претендента, его под именем поварёнка Леонида Седнева — племянника царского повара — вывели из Ипатьевского дома с согласия Юровского (расстрелян был в итоге сам поварёнок). В дальнейшем спасённый мальчик был переправлен в Суздаль и отдан на воспитание в семью Объектовых, у которых недавно скончался сын Николай. Там же претендент «чудесно исцелился от гемофилии», получил фамилию Дальский (от Суз-Дальский) и стал офицером Красной армии. До 1965 года проживал в Саратове[9]. В 1990-е годы Дальский встречался лично с Б. К. Ратниковым и обещал в обмен на признание его законным правителем восстановить Россию в границах 1917 года, остановить социальную катастрофу и вернуть в Россию 500 т золота, 5 млрд долларов США и огромное количество драгоценностей. Обман раскрылся после того, как Дальский отказался проходить генетическую экспертизу на родство с Романовыми[3]. По другой версии, Дальский выдавал себя непосредственно за Алексея Николаевича[13].

### Романовы, никогда не существовавшие
- Сюзанна Катарина де Грааф — объявила себя никогда не существовавшей в реальности «пятой дочерью» царя Александрой Романовой. По версии претендентки, она появилась на свет в 1903 году, когда «официально» у царицы наблюдалась ложная беременность. Николай и Александра, якобы, не могли предъявить двору и народу пятую дочь, и потому её отдали на воспитание в Голландию в семью Хеммес, куда её тайно переправил Низье Филипп — «ясновидец и чародей», бывший доверенным человеком императрицы Александры. Де Грааф никогда не пыталась извлечь какую-либо выгоду из своего «родства» и публично обнародовала свою личность только незадолго до смерти в 1968 году.
- Ирина Романова — настоящее имя неизвестно. Аргентинка, выдававшая себя за «пятую дочь царя», рождённую во время ссылки в Тобольск. Девочку якобы удалось переправить за границу с тайного согласия Советского правительства.
- Карло Альберто Маккан – итальянский инстаграм-блогер и модель, объявивший себя потомком «итальянской ветви Романовых». Публично использует фамилию «Маккан-Романов» (Maccan-Romanoff), монетизируя популярность от вымышленного родства. В 2020 году Георгий Михайлович Романов от имени Российского императорского дома подал в суд на Маккана[14][15].